# 안녕, 내일 또 만나
《안녕, 내일 또 만나》는 2023년에 개봉한 대한민국의 영화이다.

## 캐스팅

### 주연
- 심희섭 : 동준 역
- 홍사빈 : 동준(고등학생) 역
- 신주협 : 강현 역

### 조연
- 김주령 : 동준 엄마 역
- 김학선 : 동준 아빠 역
- 권동호 : 성일 역
- 강지원 : 동희 역
- 김소희 : 동희(청년) 역
- 장종호 : 성진 역
- 강채윤 : 영지 1[1] 역
- 임수정 : 영지 2[2] 역
- 권지우 : 주호 역
- Little Hippo
- 옥고운 : 윤주 역
- 유재상 : 민호 역
- 우미화 : 학원 원장 역

## 기타
- 2021년 제11회 서울국제프라이드영화제 개막작으로 먼저 공개했다.